# Giornata mondiale della gioventù 1987
La II Giornata mondiale della gioventù ha avuto luogo l'11 e il 12 aprile 1987 a Buenos Aires, in Argentina ed è stata presieduta da Giovanni Paolo II. È stata la prima edizione tenutasi in una città diversa da Roma.
La sede della II edizione della GMG è stata ufficializzata da Giovanni Paolo II l'8 giugno 1986.

## Svolgimento
La GMG del 1987 si svolse nell'ambito del viaggio apostolico in Uruguay, Cile e Argentina che si tenne dal 31 marzo al 12 aprile 1987. Il Papa arrivò in Argentina il 6 aprile.

### 11 aprile
La messa di apertura si tenne nella basilica de Nuestra Señora de Luján.

### 12 aprile
La messa di chiusura venne celebrata di fronte all'obelisco di Buenos Aires, il 12 aprile, Domenica delle Palme, davanti ad oltre un milione di persone.

## Santi Patroni
I principali patroni della GMG del 1987 sono stati:
| Immagine | Nome                 |
| -------- | -------------------- |
|          | Salus populi romani  |
|          | Don Bosco            |
|          | San Francesco Solano |
|          | San Martino di Tours |